# Rubén Yáñez (Theaterregisseur)
Rubén Yáñez (* 9. März 1929 in Montevideo, Uruguay; † 7. Juni 2015) war ein uruguayischer Theaterregisseur,  Schauspieler und Dozent.
Der ausgebildete Lehrer (Maestro) Rubén Yáñez war als solcher in den Fächern Philosophie und Erziehungswissenschaften an diversen Schulen der Primarstufe, Liceos sowie an der Fakultät für Geistes- und Naturwissenschaften (FHC) der Universidad de la República und an Instituten zur Lehrerausbildung tätig.
Im künstlerischen Bereich wirkte er in diversen Funktionen. So inszenierte er mehr als 80 verschiedene Werke an diversen Theatern und führte auch bei im uruguayischen Fernsehen gezeigten Theaterstücken Regie. Bei über 150 Aufführungen wirkte er überdies als Beleuchter und stand in mehr als 100 Theaterwerken selbst als Schauspieler auf der Bühne. Zahlreiche Arbeiten als Dramaturg stehen für ihn ebenfalls zu Buche. In diesem Bereich war er Co-Autor von Artigas, General del Pueblo. Yáñez zeichnete auch für mindestens zwölf Bücher, teils in Mitautorenschaft, verantwortlich. Diese befassen sich mit sozialen und kulturellen Themen sowie dem Theater.
Von 1948 bis 1964 wirkte er am Teatro del Pueblo, zwischen 1962 und 1967 war er Künstlerischer Leiter (Director Artístico) der Comedia Nacional. In den Jahren 1970 bis 1990 arbeitete er am Teatro El Galpón und gehörte dem Ensemble an. In jener Zeit wurde ihm infolge der sich in Uruguay etablierenden zivil-militärischen Diktatur ab 1975 jedwede künstlerische Betätigung in Uruguay untersagt, so dass er sich von 1976 bis 1984 gemeinsam mit der Theatergruppe des El Galpón im mexikanischen Exil befand. Yáñez arbeitete auch als Dozent an der Escuela Municipal de Arte Dramático (EMAD), deren Direktor er mindestens Anfang des 21. Jahrhunderts war, sowie an den Schulen des El Galpón, des Teatro Circular und am mexikanischen Centro de Capacitación Cinematográfica.
Von der Junta Departamental von Montevideo wurde Yáñez am 11. April 2012 zum Ciudadano Ilustre erklärt.